# Spodoptera latifascia
Spodoptera latifascia là một loài bướm đêm trong họ Noctuidae.